# Atlatl Cauac
Atlatl Cauac bio je vladar Teotihuacana pri početku znatnog širenja teotihuakanskog carstva. Njegovo ime u prijevodu znači Sova koja baca atlatl (ili koplje); Spearthrower Owl).
Zasjeo je na prijestolje 4. svibnja 374., te vladao vrlo dugo, sve do svoje smrti 9. lipnja 439.
Budući da nema poznatih Teotihuakanskih zapisa, poznat nam je iz spisa naroda Maja. Tijekom njegove vladavine Teotihuakanska je vojska pokorila većinu središnjeg majanskog područja i njihovih gradova. Njegov je vojskovođa Siyah K'ak' osvojio Peten. Nakon što je osvojen Tikal, car Teotihuacan je za mjesnog vladara postavio svojeg sina Nun Yax Ayina, a vladajući kralj Tikala, Jaguarova Šapa, je bio ubijen. Siyah K'ak' je postavljen kao vladar susjednog grada Uaxactuna.
Kasniji Mayanski vladari još su i nakon pet naraštaja na građevinama isticali da su nasljednici Atlatla Cauaca. Brojni su gradovi koristili ornamente i ukrase u gradnji koji ukazuju na jaki utjecaj koji je Teotihuacan ostavio za sobom. Osim u Tikalu i Uaxactunu, Atlatl Cauac spomenut je i u drugim majanskim gradovima, uključujući Yaxchilan i Toninu.